# Paul Peytral
Paul Peytral est un homme politique français né le 20 janvier 1842 à Marseille (Bouches-du-Rhône) et décédé le 30 novembre 1919 à Marseille.

## Biographie

### Jeunesse et études
Paul Peytral est admis au lycée Thiers de Marseille en 1853. Il y reste en qualité de demi-pensionnaire jusqu'en 1859, date à laquelle il est reçu pharmacien à l'école de pharmacie de Paris. 

### Parcours professionnel
Il devient conseiller municipal puis adjoint au maire de Marseille, entre 1876 et 1880.
Il est élu député radical des Bouches-du-Rhône l'année suivante. En 1894, il devient sénateur des Bouches-du-Rhône. Il le restera jusqu'en 1919. Il occupe différentes fonctions ministérielles, en état sous-secrétaire d'État aux Finances du 15 janvier au 11 décembre 1886 dans le gouvernement Charles de Freycinet (3), puis ministre des Finances du 3 avril 1888 au 22 février 1889 dans le gouvernement Charles Floquet, poste auquel il travaille sur l'un des premiers projets d'impôt sur le revenu à être réellement complet, mais qui n'est pas adopté.
Ministre des Finances du 4 avril au 3 décembre 1893 dans le gouvernement Charles Dupuy (1), il retrouve ce poste du 26 juin 1898 au 22 juin 1899 dans les gouvernements Henri Brisson (2), Charles Dupuy (4) et Charles Dupuy (5). Il finit sa carrière ministérielle en tant que ministre de l'Intérieur du 9 au 13 juin 1914 dans le gouvernement Alexandre Ribot (4).
Il est le père de Victor Peytral.

## Sources
- « Paul Peytral », dans Adolphe Robert et Gaston Cougny, Dictionnaire des parlementaires français, Edgar Bourloton, 1889-1891 [détail de l’édition]
- « Paul Peytral », dans le Dictionnaire des parlementaires français (1889-1940), sous la direction de Jean Jolly, PUF, 1960 [détail de l’édition]